# NBA 2K5
NBA 2K5 är ett basketspel i NBA 2K-serien, utgivet av Sega och Global Star Software den 28 september 2004. Man kan bland annat välja mellan säsong, 24/7, streetbasket, turnering, och kan låsa upp lag. Grafiken utvecklades av Visual Concepts. Detroit Pistons Ben Wallace pryder omslaget, vilket innebar första gången Allen Iverson inte gjorde det. Matcherna presenteras av Stuart Scott, Bob Fitzgerald, och Bill Walton, samt Michele Tafoya.

### Fotnoter
1. ↑  ”ESPN NBA 2K5 for PS2 - GameSpot”. Arkiverad från originalet den 3 mars 2009. https://web.archive.org/web/20090303083525/http://www.gamespot.com/ps2/sports/espnnba2005/index.html. Läst 21 maj 2014.